# Storm (película de 2009)
Storm (Sturm) es una película dirigida por Hans-Christian Schmid estrenada en el año 2009, siendo una coproducción alemano-danesa-holandesa.
El estreno mundial del tuvo lugar durante la 59ª Festival Internacional de Cine de Berlín el 7 de febrero de 2009, donde compitió en la Sección Oficial del Festival.
En esta película, el director alemán Hans-Christian Schmid arroja luz sobre la labor del Tribunal de las Naciones Unidas en La Haya.

## Sinopsis
Cuando Hannah Maynard, una fiscal idealista, del Tribunal Penal Internacional de La Haya, apunta a un general acusado de masacrar a civiles inocentes, todas las apuestas están apagadas, pero por convicción intentará llegar al fondo de los crímenes de guerra en la ex Yugoslavia, durante el juicio contra Goran Duric, un excomandante del Ejército Yugoslavo Nacional, al punto de arriesgar su vida, para garantizar la justicia.
La fiscal fue desacreditada por la tergiversación de su único testigo, pero se da cuenta de que Mira, la hermana de éste, más familiarizado con el acusado está dispuesto a testificar.

## Reparto
- Kerry Fox		...	Hannah Maynard
- Anamaria Marinca	...	Mira Arendt
- Stephen Dillane	...	Keith Haywood
- Rolf Lassgård	...	Jonas Dahlberg
- Alexander Fehling	...	Patrick Färber
- Tarik Filipović	...	Mladen Banovic
- Kresimir Mikic	...	Alen Hajdarevic
- Jadranka Đokić    ...     Belma Sulic

## Trivia
- La película coincide con la reanudación del juicio contra Radovan Karadzic, expresidente de la República de Yugoslavia, acusado de genocidio y crímenes contra la humanidad, el Tribunal Penal Internacional en La Haya el 1 de marzo de 2010.
- Florence Hartmann, ex portavoz de la fiscal Carla Del Ponte en el Tribunal Penal Internacional para la ex Yugoslavia, fue asesor técnico en el guion.
- La película, con el apoyo de los cines de arte y ensayo, fue apoyada por muchos políticos: se ha presentado 20 de enero de 2010 en la vista previa por Bernard Kouchner, Ministro de Asuntos Exteriores y Europeos, y se presentó en 3 de marzo por Daniel Cohn-Bendit en una proyección especial en el UGC des Halles.

- Datos: Q827199